# Diopsid
Diopsidul este un mineral foarte răspândit în natură, care face parte din grupa clino-piroxenilor, clasa silicaților, mai precis din categoria „inosilicaților”. 

## Descriere
Mineralul cristalizează în sistemul monoclinic, cu cristale de lungimi diferite, sau sub formă de agregate de culoare albă, cenușie, brună, verde, mai rar variante albastre sau incolore, având formula chimică CaMg [Si2O6]. 
Diopsidul se află asociat cu alte minerale, cum ar fi: Hedenbergit (CaFe[Si2O6] și Augit (Ca,Na)(Mg,Fe,Al)[(Si,Al)2O6.

## Etimologie
Numele mineralului provine din limba greacă (dis = dublu, opsis = vedere, idos = formă) și se referă la cristalele duble ale mineralului.

## Variante
- Cromodiopsid (verde de smarald)
- Baikalit
- Diallag (ce conține aluminiu și fier, brun-verzui, negru)
- Fasait
- Jeffersonit
- Salit

## Răspândire
Diopsidul este un mineral care apare în rocile magmatice bazice (gabro și peridotit).
În cantități mai mari s-a găsit la Mussalp (Italia), Zillertal (Austria) și Nordmark (Suedia). Diopsid de o calitate superioară (folosit ca piatră semiprețioasă) s-a descoperit în Brazilia, Burma, Madagascar și Sri Lanka.

## Utilizare
- Ca piatră prețioasă, la confecționarea bijuteriilor.